# Бенгт Снивиль
Бенгт Снивиль (швед. Bengt Snivil), известный также как Бенгт Фолькессон — средневековый шведский дворянин из Дома Бельбу, который жил предположительно в XII веке. По словам датского историка Саксона Грамматика, он был сыном Фольке Толстого и принцессы Ингигерды Кнудсдоттер Датской.
Так называемая «Генеалогия Фолькунгов», шведский источник, появившийся через триста лет после трудов Саксона, ссылается на старую запись в Варнхемском монастыре и говорит о том, что Бенгт является сыном Фольке Толстого и отцом Биргера Бросы, Магнуса Миннелшельда и Карла Глухого и дедушкой Биргера. Таким образом, Бенгт Снивиль был предком могущественных дворян и членов королевской семьи.
В разного рода литературе встречаются упоминания о том, что Бенгт был ярлом, а также то, что его женой была Сигрид Лакман, женщина благородного происхождения. Но ни в том, ни в другом случае эти данные не подтверждаются достоверными источниками. Другая информация о его жизни на данный момент неизвестна.